# Aggressione

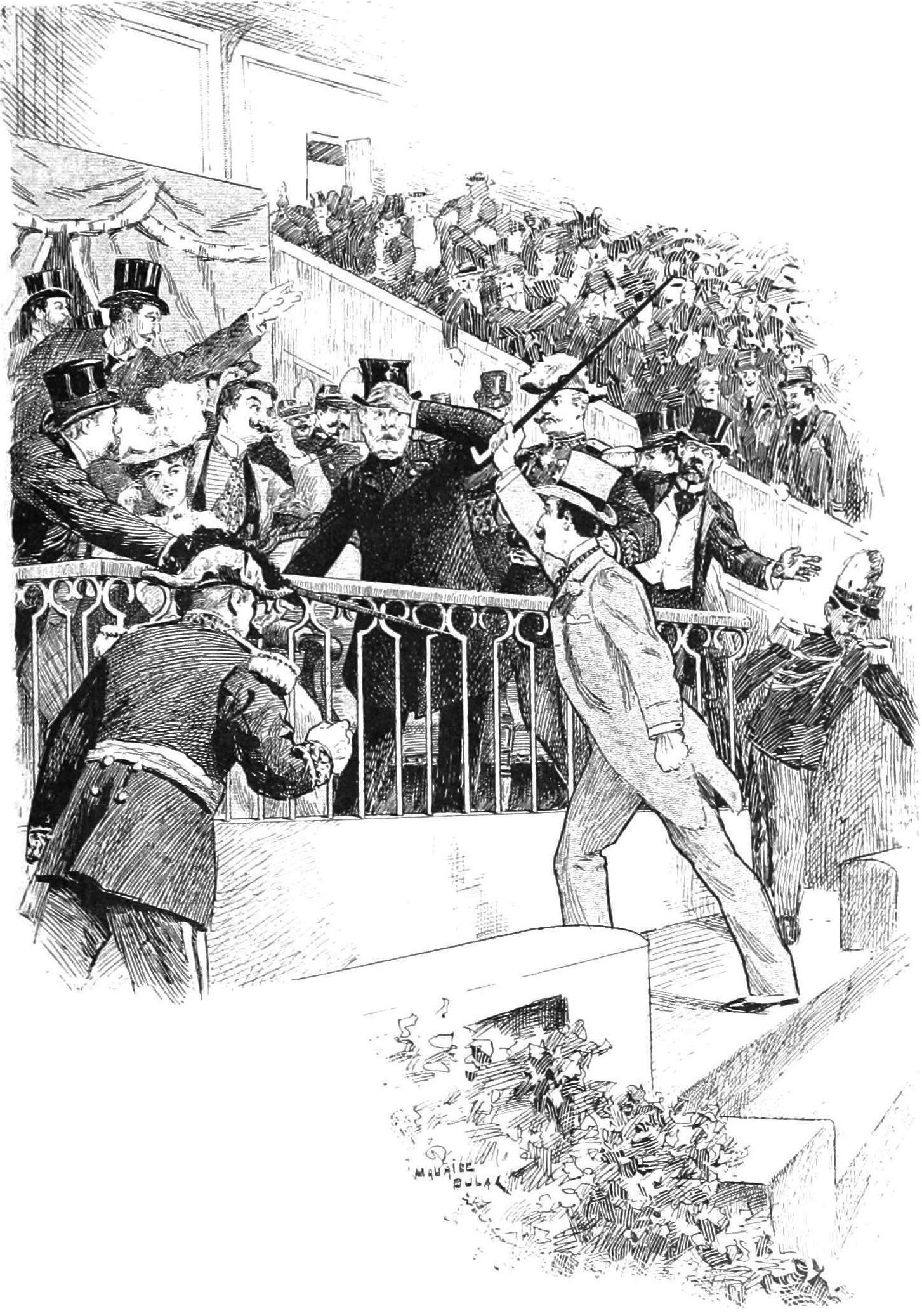
Aggressione contro Émile Loubet, Le Monde moderne, 1899

L'aggressione è un atto di violenza esercitata in modo palese nei confronti di qualcuno. Si tratta di un comportamento intenzionale e spesso dannoso che ha lo scopo di infliggere danni fisici o dispiacere contro chi la subisce. Negli esseri umani può essere associato ad un atteggiamento di aggressività, inteso come contrario di sottomissione.

## Caratteri generali
Nelle definizioni comunemente impiegate nelle scienze sociali e nelle scienze comportamentali. L'aggressione è una sorta di risposta da parte di un individuo che offre qualcosa di spiacevole ad un'altra persona. Alcune definizioni però specificano il fatto che da parte dell'individuo che compie un'aggressione esista l'intenzione di danneggiare chi subisce l'aggressione. L'aggressione differisce da quella che viene definita assertività, anche se i due termini vengono comunemente usati in maniera intercambiabile in senso non scientifico (ad esempio, si suole definire "aggressivo" il venditore che cerchi di convincere l'interlocutore circa la bontà dell'acquisto usando modi assertivi, magari anche invadenti o insistenti ma non per ciò stesso aggressivi). 
Nell'ambito sociale umano, la definizione di aggressione può dipendere da istanze morali, religiose o anche politiche. Un esempio di istanza morale assiomatica, non dipendente da principi religiosi o politici, è il principio di non aggressione. 
In etologia l'aggressione è un importante ambito di studio e riguarda l'interazione e l'evoluzione degli animali negli ambienti naturali. Essa può, in questi contesti, assumere diversi atteggiamenti rappresentati da contatti fisici (morsi, colpi, spinte), ma anche segnali stereotipati come espressioni facciali, vocali, rilascio di prodotti chimici e cambiamenti di colorazione.
In TV le aggressioni sono arrivate nel 2011 e attualmente andavano in onda più volte sulla RAI, Mediaset, LA7 e le reti locali.

## Tipologia
L'aggressione può assumere diverse forme, che possono comprendere la violenza verbale o fisica, l'aggressione difensiva, quella predatoria, quella di isolamento indotto, quella relazionale (diffusa tra gli adolescenti, che include il bullismo), quella territoriale, l'aggressione emotiva, quella legata al sesso, quella di dominanza, quella tra maschi, quella tra femmine, quella parentale, quella di ritorsione come risposta a una provocazione, quella strumentale (come una rapina) e quella discriminatoria (basata, per esempio, su pregiudizi razziali). Ci sono inoltre due sottotipi di aggressione: quella controllata e quella impulsiva; in questo secondo caso essa può essere il frutto di azioni incontrollabili che sono anche indesiderate e inappropriate.

## Rilevanza giuridica
Nel diritto penale, l'aggressione può racchiudere gli elementi costitutivi di diverse forme di reato: a seconda dei mezzi con cui essa è esercitata, della portata e della gravità delle conseguenze, si può parlare infatti di minaccia, lesioni personali, violenza privata, omicidio, percosse. tentativi di stupro, ecc.
Nel diritto internazionale per aggressione si intende l'azione - per lo più di tipo militare - effettuata da uno Stato contro un altro mediante forze preponderanti e senza preavviso: a tal proposito si parla di aggressione contro la sovranità, contro una integrità territoriale o contro l'indipendenza politica di un ente. Un accordo fra due o più Stati avente finalità di prevenire l'aggressione, unilaterale o reciproca, è solitamente detto patto di non aggressione.

Dopo che sulla questione la risoluzione dell'Assemblea generale delle Nazioni Unite n. 3314 (XXIX), approvata il 14 dicembre 1974, affacciò un primo tentativo ricognitivo del diritto internazionale consuetudinario, la prima codificazione mai effettuata a livello internazionale è avvenuta mediante gli emendamenti allo Statuto istitutivo della Corte penale internazionale, adottati a Kampala il 10 e l’11 giugno 2010.

## Microaggressione
Microaggressione è un termine usato per comuni affronti verbali, comportamentali o ambientali, intenzionali o non intenzionali, che comunicano atteggiamenti ostili, denigratori o negativi nei confronti dei membri di gruppi emarginati. Il termine è stato coniato dallo psichiatra dell'Università Harvard Chester M. Pierce nel 1970 per descrivere insulti e licenziamenti che vedeva regolarmente infliggere da americani non neri agli afroamericani. All'inizio del XXI secolo, l'uso del termine è stato applicato al disprezzo casuale di qualsiasi gruppo socialmente emarginato, comprese le persone LGBT, i poveri e le persone disabili. Lo psicologo Derald Wing Sue definisce le microaggressioni come "brevi scambi quotidiani che inviano messaggi denigratori a determinati individui a causa della loro appartenenza al gruppo". Contrariamente all'aggressività, in cui di solito c'è l'intenzione di causare danno, le persone che fanno commenti microaggressivi possono essere altrimenti ben intenzionate e inconsapevoli del potenziale impatto delle loro parole.
Numerosi studiosi e commentatori sociali hanno criticato il concetto di microaggressione per la sua mancanza di base scientifica, l'eccessivo affidamento su prove soggettive e la promozione della fragilità psicologica. I critici sostengono che evitare comportamenti che si interpretano come microaggressioni limita la propria libertà e causa autolesionismo emotivo, e che impiegare figure autoritarie per affrontare le microaggressioni (ad esempio la cancel culture) può portare a un'atrofia di quelle competenze necessarie per mediare le proprie controversie. Alcuni sostengono che, poiché il termine "microaggressione" utilizza un linguaggio che connota la violenza per descrivere la condotta verbale, può essere abusato per esagerare il danno, con conseguente punizione e l'elevazione della vittimizzazione.
D.W. Sue, che ha reso popolare il termine microaggressioni, ha espresso dubbi su come viene utilizzato il concetto: "Ero preoccupato che le persone che usano questi esempi li estrapolassero dal contesto e li usassero come un modo punitivo piuttosto che esemplare". Nell'edizione del 2020 del suo libro con Lisa Spanierman e in un libro del 2021 con i suoi studenti di dottorato, il dott. Sue introduce l'idea di "microinterventi" come potenziali soluzioni agli atti di microaggressione.